# Нігматуллінська сільська рада
Нігмату́ллінська сільська рада (рос. Нигматуллинский сельский совет) — муніципальне утворення у складі Альшеєвського району Башкортостану, Росія. Адміністративний центр — село Нігматулліно.

## Населення
Населення — 714 осіб (2019, 958 в 2010, 1112 в 2002).

## Склад
До складу поселення входять такі населені пункти:
| Населений пункт     | Населення, осіб (2002) | Населення, осіб (2010) |
| ------------------- | ---------------------- | ---------------------- |
| Байдаковка, село    | 273                    | 218                    |
| Біляковка, присілок | 25                     | 14                     |
| Нефорощанка, село   | 200                    | 173                    |
| Нігматулліно, село  | 614                    | 553                    |